# Regina Renzowa-Jürgens
Regina Renzowa-Jürgens, rozená Regina Wernerová, (* 8. března 1958 Brno) je česko-německá sopranistka a pedagožka sólového zpěvu.

## Život
Regina Wernerová se narodila v Brně. Po maturitě na gymnáziu na Slovanském náměstí vystudovala v roce 1982 zpěv na Janáčkově akademii múzických umění (JAMU) v Brně. Během studia na JAMU vystupovala v menších rolích a později v hlavních operních rolích na jevišti Komorní opery Miloše Wasserbauera v Brně.
V roce 1982 debutovala v roli Desdemony ve Verdiho Otellovi ve Slezském divadle v Opavě. Následovalo krátké angažmá ve Státním divadle v Ostravě. Z důvodu jejího nestranického názoru a kontaktům s občany západních států byla tehdejším komunistickým režimem považována za politicky nespolehlivou a z tohoto důvodu měla být přeřazena ze sólových rolí do operního sboru. Po úspěšném předzpívání v Národním divadle v Praze byla v přijata od ledna 1986 do operního sboru ND v Praze, kde se za jeden týden naučila veškerý tehdy požadovaný operní repertoár.[zdroj⁠?!] V červnu 1986 pracovní smlouvu s ND Praha ukončila a vycestovala do Západního Německa.
Žila poblíž Frankfurtu nad Mohanem a navštěvovala mistrovskou třídu Very Rozsy-Nordell v Nice, zpívala sólové koncerty v Rýnské a Mohučské oblasti v Hesensku, od roku 1987 se stala členkou sboru Opery ve Frankfurtu nad Mohanem. Brzy poté vystupovala v malých operních rolích. Spolupracovala s orchestrem rozhlasu Hessischer Rundfunk pod vedením dirigenta Petra Falka a s Kammeroper Frankfurt am Main. V mezinárodních pěveckých soutěžích získala zvláštní cenu v pěvecké soutěži Erster Bodensee Wettbewerb v Bregenzi roku 1991, v roce 1992 obdržela 3. cenu poroty a 2. cenu diváků v pěvecké soutěži Roberta Stolze v Hamburku a v roce 1993 vyhrála bez konkurence 1. cenu v pěvecké soutěži Hartauer ve Vídni, kde 2. a 3. cena nebyly uděleny. Následovalo angažmá v Pfalztheater v Kaiserslauternu. Od roku 1995 absolvovala několik mistrovských tříd a kurzů pěvecké techniky belcanta u Claudia Giombiho v Itálii. Současně působila jako hostující sólistka ve Státním hesenském divadle ve Wiesbadenu, ve Státním divadle v Darmstadtu, hostovala také v Detmoldu a Erfurtu. 
Od sezony 1996/1997 působila jako stálá sólistka ve Volksoper ve Vídni, kde ztvárnila hlavní role (Donna Elvíra a Saffi) a titulní role (Hanna Glawari a Sylva Verscu). Od roku 1998 spolupracovala jako sólistka se symfonickým orchestrem vídeňské Volksoper a dalšími orchestry (Nagoya Philharmonic Orchestra aj.) na četných turné po Japonsku a Asii. Následovala vystoupení v Národním divadle v Mannheimu a v Deutsche Oper am Rhein, v roce 1998 zpívala gala koncerty v Německu s tenoristy Reném Kollo (Sommerarena Oetigheim) a Jerry Hadley (Mnichov). 
V Německu zpívala a organizovala řadu charitativních koncertů pro nemocné děti "Klassik Gala" (1995–1998), vystupovala jako sólistka s různými německými orchestry a spolupracovala s mnoha dirigenty, např. F. Bauer-Theussl, L. Hager, S. Ranzani, A. Fisch, O. von Dohnány, J. Kovatchev, R. Bibl, I. Pařík ad. 
Od roku 2000 zpívala v opeře Národního divadla v Brně roli královny Elisabetty de Valois (Don Carlos, Verdi). Do ND Brno byla pozvána opětovně, aby zde ztvárnila náročnou dvojroli Marietty/Marie v opeře Mrtvé město od E. W. Korngolda na Brněnském hudebním festivalu E. W. Korngolda 2002.

### Ukončení operní činnosti
Po roce 2002 musela z rodinných důvodů omezit svou operní činnost a zřídka koncertovala, např. v roce 2004 v Praze na Mezinárodním festivalu Pražské jaro (koncert se Symfonickým orchestrem Českého rozhlasu pod vedením Vladimíra Válka v katedrále sv. Víta v Praze), 2006 v Rudolfinu (Stabat Mater, Dvořák) a v letech 2005–2006 uspořádala další turné do Japonska. Od roku 2006 byla hostující sólistkou opery v Plzni, kde se v dubnu 2011 v roli první Dámy (Kouzelná flétna, Mozart) se svou operní kariérou rozloučila.

### Pedagogická činnost
Vedla výuku mladých operních talentů v mistrovských kurzech v Číně, v Rakousku a dalších městech Evropy. Byla pozvána jako porotkyně do několika pěveckých soutěží: pěvecká soutěž Roberta Stolze v Hamburku 2003, mezinárodní pěvecká soutěž Iuventus Canti 2012 Vráble, mezinárodní hudební soutěž Pro Bohemia 2013–2019 v Ostravě, pěvecká soutěž Bohuslav Martinů a mládež v Poličce v roce 2013. Od roku 2011 do roku 2018 byla zaměstnána jako profesorka klasického zpěvu a na státní Konzervatoři v Brně. Zpívala ve Vídni v Borromäus Saal, Franz Schubert Saal, Pálffyovském paláci, Hofburg, Bösendorfer Saal, Kaiser Saal. V současnosti vyučuje klasický zpěv, operní a operetní interpretaci na Konzervatoři Franze Schuberta ve Vídni (nejstarší soukromá Konzervatoř ve Vídni založena v roce 1867) a také dává soukromé hodiny sólového zpěvu v Klaviergalerie ve Vídni.

## Ocenění
V kategorii opera získala za rok 2002 Cenu Thálie za ztvárnění dvojrole Marietty/Marie v opeře Mrtvé město.